# 林徽因
林徽因（1904年6月10日—1955年4月1日），女，本名林徽音，所用英文名為Phyllis Whei Yin Lin，籍貫福建省福州府闽县，生于浙江杭州，中國近現代建筑学家、作家。中国历史上第一位女建筑学者。北京人民英雄纪念碑和中华人民共和国国徽深化方案的设计者。

## 生平

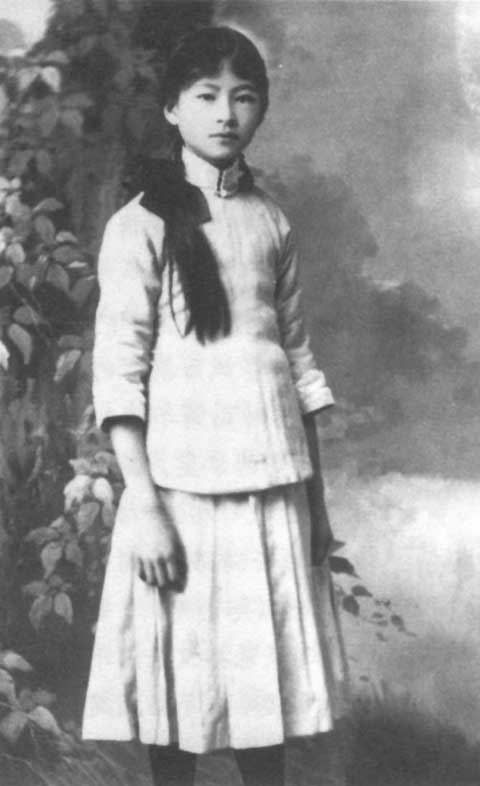
少女時期的林徽因

1904年6月10日，林徽因出生於中国浙江杭州陆家巷:3，原籍福建省福州府閩縣。父親林长民，叔父林覺民。林徽因初名“徽音”，出自《诗经·大雅·思齐》：“思齐大任，文王之母，思媚周姜，京室之妇。大姒嗣徽音，则百斯男。”:4后来，为了避免和一位遭鲁迅批评的男性作家林微音混淆，自己改名“林徽因”。:4
1916年於培华女子中学读书。1918年认识梁启超之子梁思成。
1920年和父亲林长民一起赴伦敦生活，开始对建筑感兴趣。
1924年和梁思成一起赴美国宾夕法尼亚大学学习建筑，由于宾大建筑系在1934年之前是不招收女生，林徽因當時改修美术系。但她卻选修了建筑系的所有课程，成绩优于她大多数同班男生，1927年2月以美术学学士学位毕业，後並得到校內建筑设计的助教職位。
1925年與聞一多、梁實秋、梁思成等籌建“中華戲劇改進社”，參加演出，交流戲劇藝術。
1928年在加拿大与梁思成结婚。蜜月旅行时夫妇俩考察欧洲建筑，回到中国后又一起考察多处古代建筑。致力于中国建筑事业的同时，酷爱文学艺术，创作诗歌、小说、散文、话剧剧本等著作多篇，时人称为“才女”。和诗人徐志摩、作家沈从文、学者金岳霖等有着深厚的友谊。
1931年，11月19日，徐志摩为参加林徽因的建筑学讲座，搭乘郵政飛機由南京飛往北平（現北京），意外墜機身亡。林徽因作《悼志摩》一文以表哀思。
1946年，依梁思成建议，成立清华大学建筑系。梁思成任系主任，林徽因参与创办工作。
1949年，北平和平解放前夕，林徽因與梁思成皆曾赴西柏坡與中共高層商談，確保北京古城的建築完整不受戰火波及，得到中國共產黨中央委員會支持，最後北平地區以和平方式易手。之後，林徽因受聘为北京清华大学建筑系教授。同年9月，中華人民共和國第一屆中國人民政治協商會議召開，林徽因獲選為中华人民共和国国徽设计组成员，曾带领清华大学设计组提出大孔玉璧和五星、齿轮、嘉禾、国名组成的国徽草案。后与夫梁思成及其他成員参与修正了中央美院张仃方案的建筑图案与色彩，1950年6月20日，全国政协第一届全国委员会第二次会议决定以清华大学深化的第二稿为基础制成国徽。在此期间，林徽因还设计了八宝山革命公墓主体建筑格局。
時年林徽因身體健康狀況已經欠佳，仍然堅持工作，除參與設計國徽外，亦出任人民英雄纪念碑设计组成员，设计了纪念碑底座和花环图案。
1955年4月1日因肺结核久治不癒，林徽因病逝于同仁医院，4月3日，林徽因追悼会在北京市金鱼胡同贤良寺举行，多位亲朋好友出席其追悼会。悼词来自清华好友钱端升教授，好友金岳霖教授写挽联：“一身诗意千寻瀑，万古人间四月天！”之后遗体被火化安葬在北京八寶山革命公墓，紧邻比自己早一年逝世的小叔梁思永之墓。梁思成亲自为她设计了墓碑，有她为人民英雄纪念碑设计的花环刻样。她的墓也是八宝山革命公墓里被祭扫最多的。
2022年，宾夕法尼亚大学設計學院院長Fritz Steiner发起调研和审阅程序。至2023年10月15日，校方宣佈在2024年5月18日的韦茨曼设计学院毕业典礼上，向林徽因追頒建筑学学士学位，以糾正此歷史遺留的錯誤。
2024年5月18日，宾夕法尼亚大学向林徽因追授建筑学士学位，毕业年份为“1927”。毕业证书由其外孙女葵代为领取。

## 家庭
其祖父林孝恂是光绪十五年进士，曾资助蒋百里赴日本留学。其父林长民是学者，郭松齡部隊的秘書長，不幸在戰鬥中身故。其叔林天民是宣統二年進士，其堂叔林觉民、林尹民皆是黃花崗七十二烈士、堂叔林君顏為國民黨少將。母何雪媛。其庶弟林恆是中國空軍，於1941年3月14日成都雙流空戰殉國。
與夫梁思成育有一子一女；子梁從誡為現代中國環保運動人士，女梁再冰曾任新華社記者。
其庶弟之女林璎是美国建筑师，為首都华盛顿越战紀念碑設計者。

## 世系图
|        |        |        |        |        |        |        |        |        |        |        |        | 林孝恂 |        |        |        |        |        |      |      |        |        |        |        |        |        |        |        |        |        |  |  |
|        |        |        |        |        |        |        |        |        |        |        |        |        |        |        |        |        |        |      |      |        |        |        |        |        |        |        |        |        |        |  |  |
|        |        |        |        | 何雪媛 | 何雪媛 | 何雪媛 | 何雪媛 | 何雪媛 | 何雪媛 |        |        | 林长民 | 林长民 | 林长民 | 林长民 | 林长民 | 林长民 |      |      | 程桂林 | 程桂林 | 程桂林 | 程桂林 | 程桂林 | 程桂林 |        |        |        |        |  |  |
|        |        |        |        | 何雪媛 | 何雪媛 | 何雪媛 | 何雪媛 | 何雪媛 | 何雪媛 |        |        | 林长民 | 林长民 | 林长民 | 林长民 | 林长民 | 林长民 |      |      | 程桂林 | 程桂林 | 程桂林 | 程桂林 | 程桂林 | 程桂林 |        |        |        |        |  |  |
|        |        |        |        |        |        |        |        |        |        |        |        |        |        |        |        |        |        |      |      |        |        |        |        |        |        |        |        |        |        |  |  |
| 梁思成 | 梁思成 | 梁思成 | 梁思成 | 梁思成 | 梁思成 |        |        | 林徽因 | 林徽因 | 林徽因 | 林徽因 | 林徽因 | 林徽因 |        |        | 林桓   | 林桓   | 林桓 | 林桓 | 林桓   | 林桓   |        |        | 张明晖 | 张明晖 | 张明晖 | 张明晖 | 张明晖 | 张明晖 |  |  |
| 梁思成 | 梁思成 | 梁思成 | 梁思成 | 梁思成 | 梁思成 |        |        | 林徽因 | 林徽因 | 林徽因 | 林徽因 | 林徽因 | 林徽因 |        |        | 林桓   | 林桓   | 林桓 | 林桓 | 林桓   | 林桓   |        |        | 张明晖 | 张明晖 | 张明晖 | 张明晖 | 张明晖 | 张明晖 |  |  |
|        |        |        |        |        |        |        |        |        |        |        |        |        |        |        |        |        |        |      |      |        |        |        |        |        |        |        |        |        |        |  |  |
|        |        |        |        |        |        |        |        |        |        |        |        |        |        |        |        |        |        |      |      |        |        |        |        |        |        |        |        |        |        |  |  |
| 梁從誡 | 梁從誡 | 梁從誡 | 梁從誡 | 梁從誡 | 梁從誡 |        |        | 梁再冰 | 梁再冰 | 梁再冰 | 梁再冰 | 梁再冰 | 梁再冰 |        |        |        |        |      |      | 林璎   | 林璎   | 林璎   | 林璎   | 林璎   | 林璎   |        |        |        |        |  |  |

## 著作
- 《林徽因文集》其子梁從誡編選，1999百花文艺出版社
- 《林徽音建筑文集》梁从诫（编）2000 台北：艺术家出版社（繁体）.
- 《林徽因講建築》，南粵出版社、陝西師範大學出版社，2004年。 ISBN 978-7-5613-2946-7
- 《林徽因文存（建筑）》陈学勇（编）2005四川文艺出版社。

全集
- 《林徽因全集》(共四册)1、翻译诗歌戏剧卷，2、散文小说书信卷，3、中国建筑卷，4、北京建筑卷 。2012新世界出版社。
- 《林徽因全集》（共六册) ，建筑文集、诗集、散文集、书信集、小说集，剧本集。
- 《林徽因作品全集》（共两册)，文学卷，建筑卷， 2014.10天津人民出版社。
- 《林徽因小全集》（三册），见自如面，人间四月天，九十九度中。2017四川人民出版社。

## 画廊

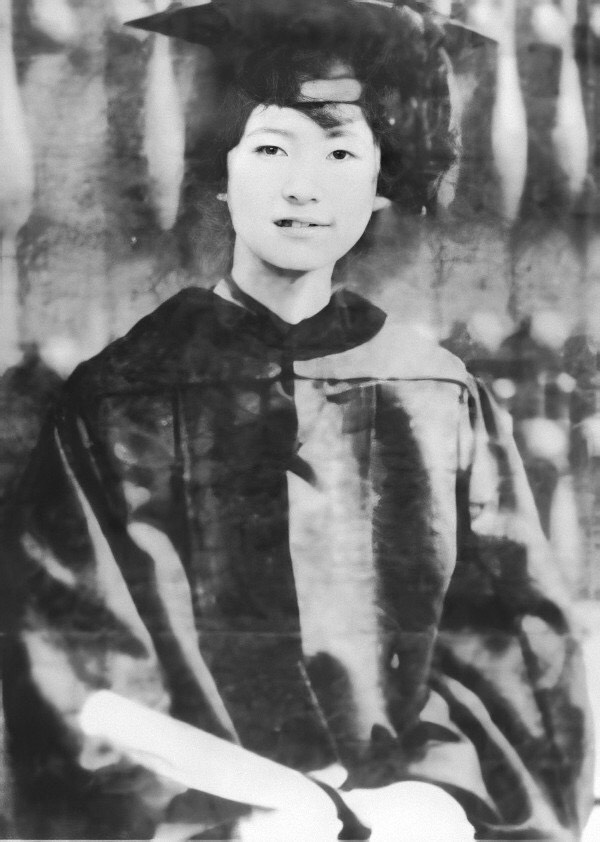
美国宾夕法尼亚大学档案馆所保留的林徽因的毕业照
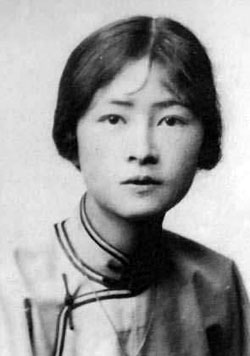
青年時代林徽因
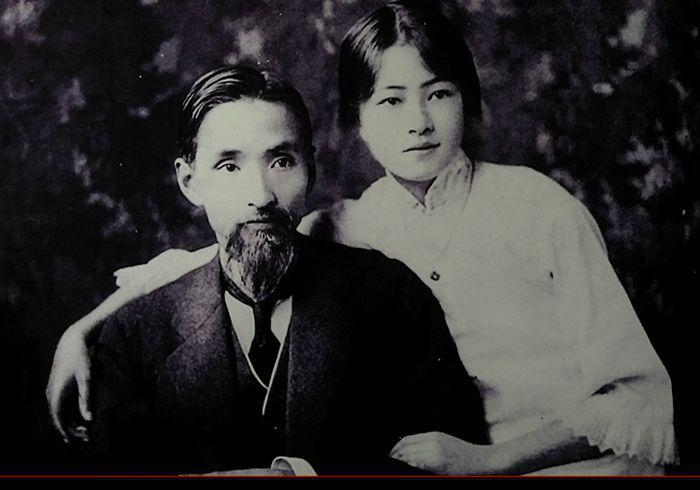
林徽因與其父林長民在倫敦時的合影
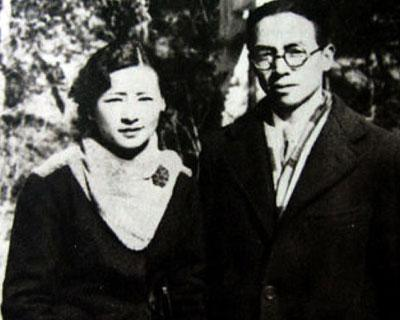
林徽因夫婦
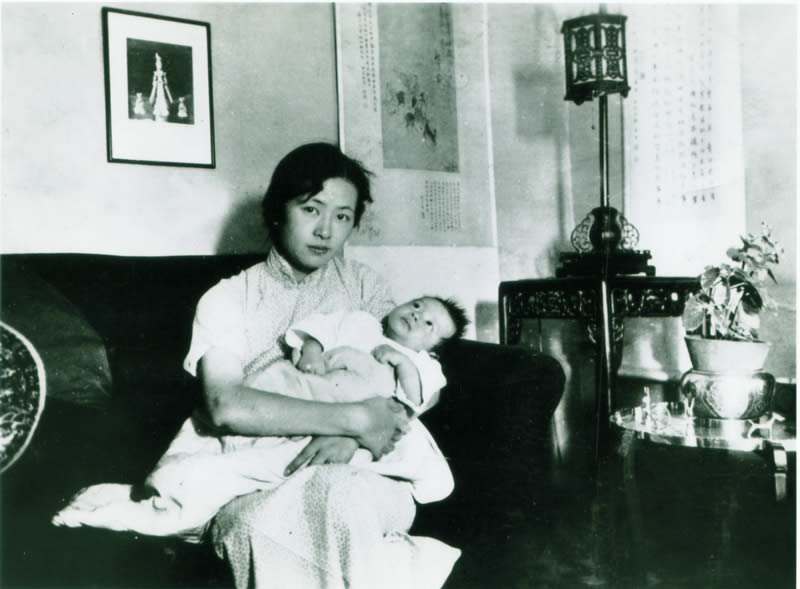
林徽因与嬰兒時期的儿子梁从诫
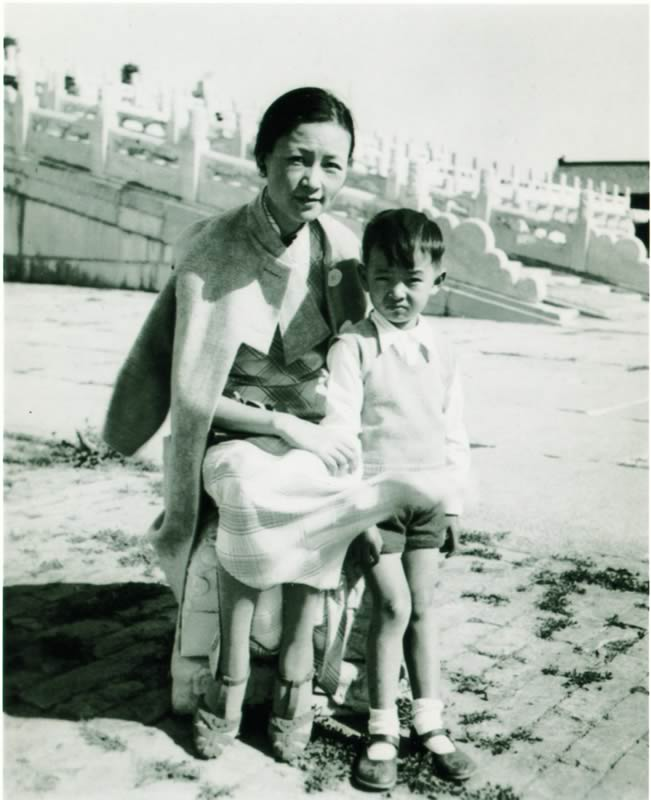
林徽因与儿子梁从诫
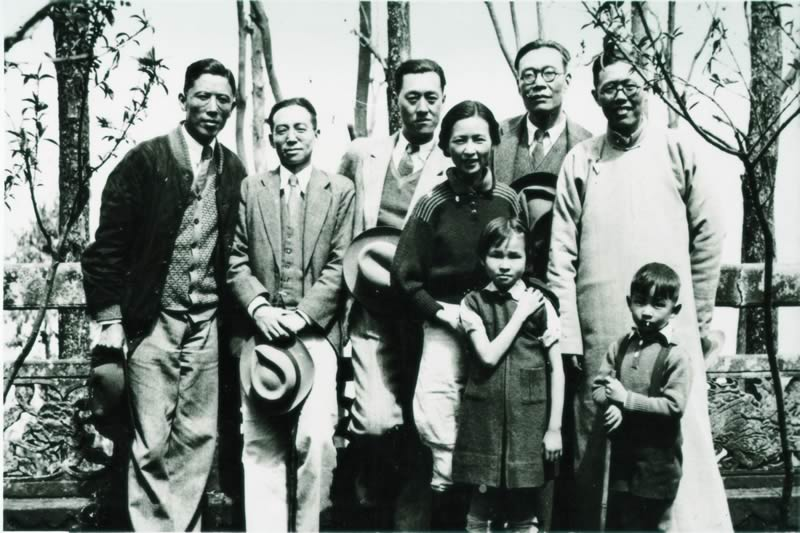
西南联大期间（左起：周培源、梁思成、陈岱孙、林徽因、梁再冰、金岳霖、吴有训、梁从诫）

## 影視形象
- 《人間四月天》，1999年電視劇，由周迅飾演。
- 《徽因》，2021年廣藝劇場NO.5 臺韓合創音樂劇，由陳品伶飾演。